# 江波杏子
江波杏子（日语：／ Enami Kyōko，1942年10月15日—2018年10月27日），本名野平香純，女，日本演员。曾获得电影旬报十佳奖最佳女主角、每日電影獎田中绢代奖等奖项。